# Neeukleidovská geometrie

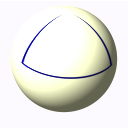
Trojúhelník se třemi pravými úhly v eliptické geometrii.

Neeukleidovská geometrie je obecné označení pro takové geometrie (tj. systémy splňující první čtyři Eukleidovy postuláty), které nesplňují pátý Eukleidův postulát. Jejími nejdůležitějšími případy jsou hyperbolická geometrie, eliptická geometrie (a její zvláštní případ sférická geometrie, tedy geometrie kulové plochy), Riemannova geometrie a absolutní geometrie. Geometrie splňující i pátý postulát se nazývá eukleidovská.

## Historie
Již od antiky se nejlepší světoví matematikové snažili podat důkaz, že pátý Eukleidův postulát je důsledkem prvních čtyř. Tento postulát je totiž výrazně složitější než postuláty zbylé, a to nejen svým zněním ale také významem – nepopisuje totiž žádnou fundamentální vlastnost základních geometrických objektů, ale je spíše jistým netriviálním tvrzením o nich. Výsledkem těchto neúspěšných pokusů o důkaz je celý seznam vět, které jsou ekvivalentní s pátým postulátem (tj. mohou jej nahradit). Mezi ně patří například věta „součet vnitřních úhlů v trojúhelníku je roven dvěma pravým“ nebo Pythagorova věta.
Pokrok přinesl důkaz sporem. Ital Girolamo Saccheri uznáním negace pátého axiomu nalezl tvrzení, které se lišilo od geometrie dosud popsané. Objevily se i další objevy, založené na negaci pátého axiomu, ale příliš odporovaly reálnému poznání světa, tak nebyly zveřejněny.
Jeden z prvních matematiků, kdo připustil myšlenku existence i „jiné“ geometrie – odlišné od té Eukleidovy, byl ruský matematik a zakladatel neeukleidovské geometrie N. I. Lobačevskij (Lobačevského neeukleidovská geometrie), podle Felixe Kleina zařazena jako hyperbolická geometrie. Patří sem i maďarský (sedmihradský) matematik János Bolyai, ten uveřejnil jedinou práci o nové geometrii, a německý matematik Carl Friedrich Gauss, který ovšem o neeukleidovské geometrii nepublikoval.
V roce 1854 německý matematik Bernard Riemann ve své práci O hypotézách tvořících základy geometrie popsal druhou neeukleidovskou geometrii (podle Kleina eliptická). Eliptická geometrie byla tedy popsána později než hyperbolická. Kromě nahrazení pátého axiomu, bylo třeba pozměnit i druhý Eukleidův axiom. Zjednodušeně lze říci, že eliptická geometrie popisuje plochy s kladnou křivostí (uzavřené), zatímco hyperbolická plochy se zápornou křivostí (otevřené).

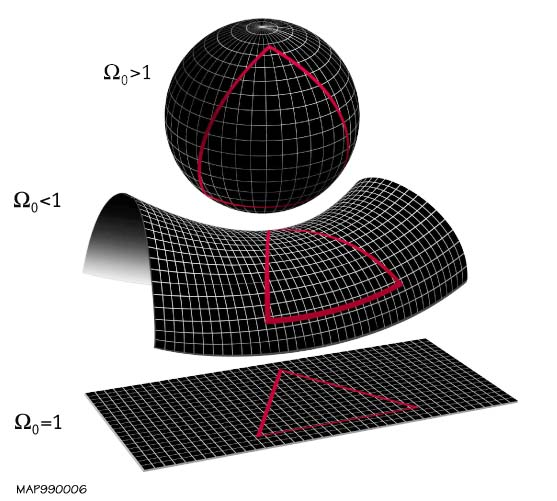
Rovnostranný trojúhelník v eliptické, hyperbolické a Eukleidovské geometrii.

## Chování rovnoběžek v různých geometriích

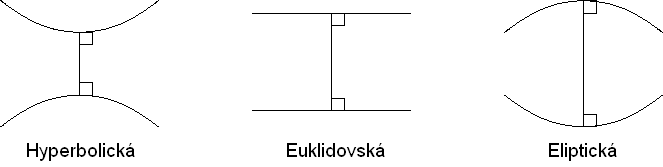
Chování rovnoběžek v eukleidovské a dvou neeukleidovských geometriích.

Hlavním rozdílem neeukleidovské a eukleidovské geometrie je povaha rovnoběžek. Eukleidův pátý postulát je ekvivalentní tvrzení, že pro každou přímku p a bod A, který neleží na p, existuje právě jedna přímka procházející bodem A, která neprotíná p. Naproti tomu v hyperbolické geometrii existuje nekonečně mnoho přímek procházejících bodem A a neprotínajících p, v eliptické geometrii se naopak jakákoliv dvojice přímek vzájemně protíná.
Další možný způsob popisu odlišností mezi těmito geometriemi je následující: uvažujme dvě přímky v dvojrozměrné rovině, které jsou kolmé k třetí přímce. V Eukleidovské geometrii mají takové přímky stejnou vzdálenost a označujeme je jako rovnoběžky. V hyperbolické geometrii jsou "zakřivené od sebe" a směrem od společné kolmice jejich vzdálenost roste. V eliptické geometrii jsou "zakřivené k sobě" až se protnou. Z tohoto důvodu neexistují v eliptické geometrii skutečné rovnoběžky (ale mohou zde existovat např. „rovnoběžky“ sférické). 
Odlišné vlastnosti přímek se společnou kolmicí v hyperbolické, eukleidovské a eliptické geometrii popisuje také Saccheriho čtyřúhelník.